# Reinmar von Zweter

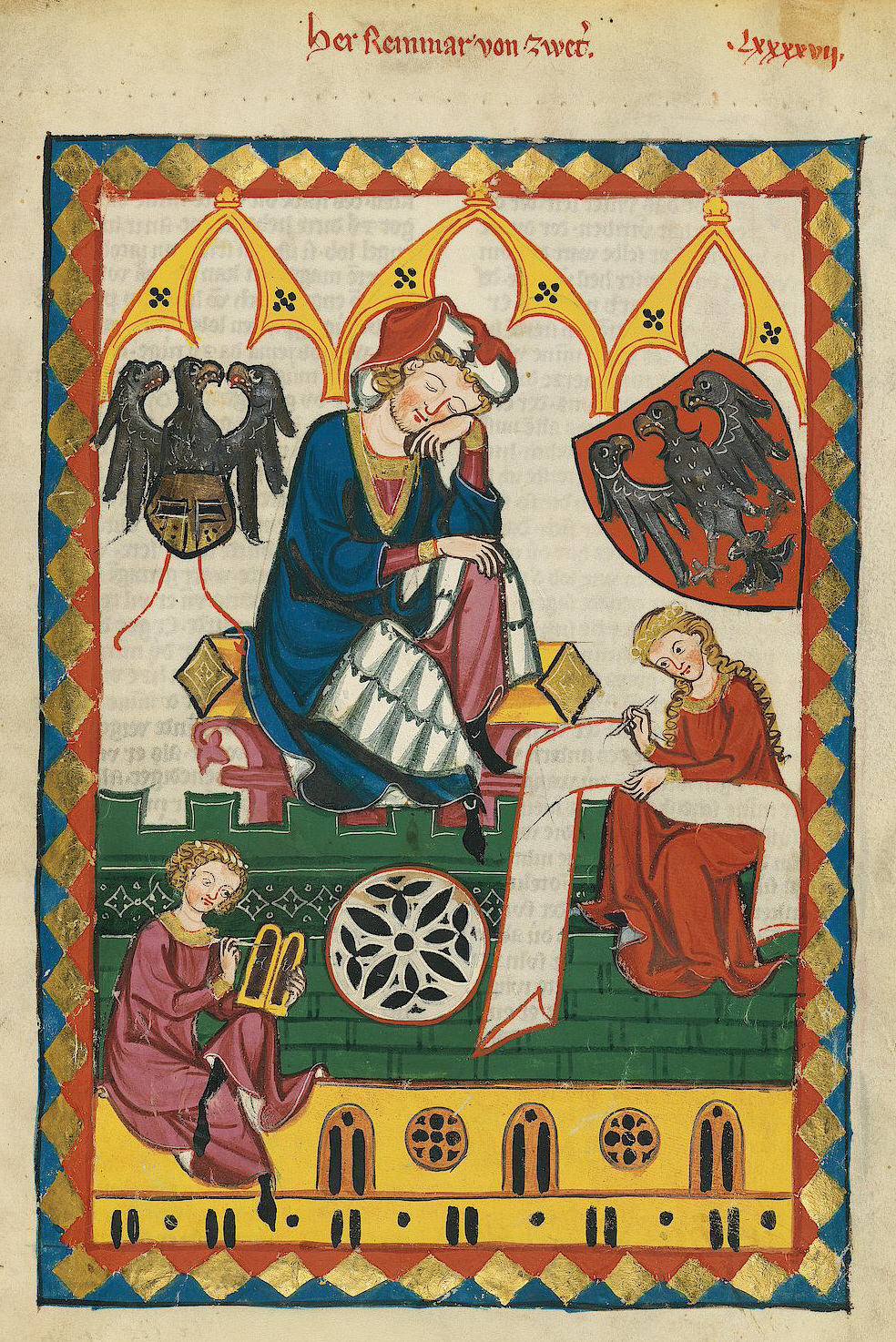
Reinmar von Zweter (Codex Manesse, Sigo XIV)

Reinmar von Zweter (Zeutern, hoy Ubstadt-Weiher ~1200-~1248) fue un músico y poeta alemán de la Edad Media, probablemente de ascendencia noble.
Según sus propios escritos nació junto al Rin y creció en Austria. Comenzó su obra poética en 1227 y vivió en los reinos de Leopoldo IV de Austria y Federico II de Austria, y sus escritos indican además una estancia bajo Wenceslao I de Bohemia. Parece ser que continuó en activo después de 1241 y su última obra confirmada data de 1248. Su representación en el Codex Manesse (véase la ilustración), sugiere que tal vez fuera ciego, ya que es el único en todo el manuscrito que aparece con los ojos cerrados y a su alrededor hay personas escribiendo. El título de la miniatura se refiere a él como "Herr" ("Her" en alto alemán medio) Reinmar, lo cual significa que fue caballero y que se quedó ciego (si esto realmente ocurrió) en su edad adulta.
Se le considera un poeta importante, entre Walther von der Vogelweide y Heinrich Frauenlob.